# Prix national de littérature narrative (Espagne)
Le prix national de littérature narrative (en espagnol : Premio nacional de Narrativa, ou de son nom complet Premio nacional de Literatura en la modalidad de Narrativa), est un prix national de littéraire d'Espagne qui est attribué chaque année par le ministère espagnol de la Culture à un auteur espagnol pour la meilleure œuvre narrative (roman, nouvelle, conte) écrite par un espagnol, dans l'une des langues en Espagne, et pour laquelle la première édition a eu lieu l'année avant la remise de la récompense. Le prix est doté de 20 000 euros.

## Histoire
C'est un prix qui a une longue histoire, puisque si sa configuration actuelle date de 1977, il fait en fait suite à l'ordre de création du ministère du Gouvernement du 25 janvier 1949, qui a décidé de l'appeler « prix national de littérature narrative Miguel de Cervantes » après une première période où le prix s'appelait « prix national de littérature ».
Le jury est composé de 10 personnes, dont le lauréat de l'édition antérieure, et remet le prix en octobre de chaque année.

## Controverse
En 2012, l'écrivain Javier Marías refuse le prix, car il refuse par principe tout prix à caractère officiel ou institutionnel remis par l'État espagnol,.

## Liste des lauréats

### Première époque du prix: le « prix national de littérature »

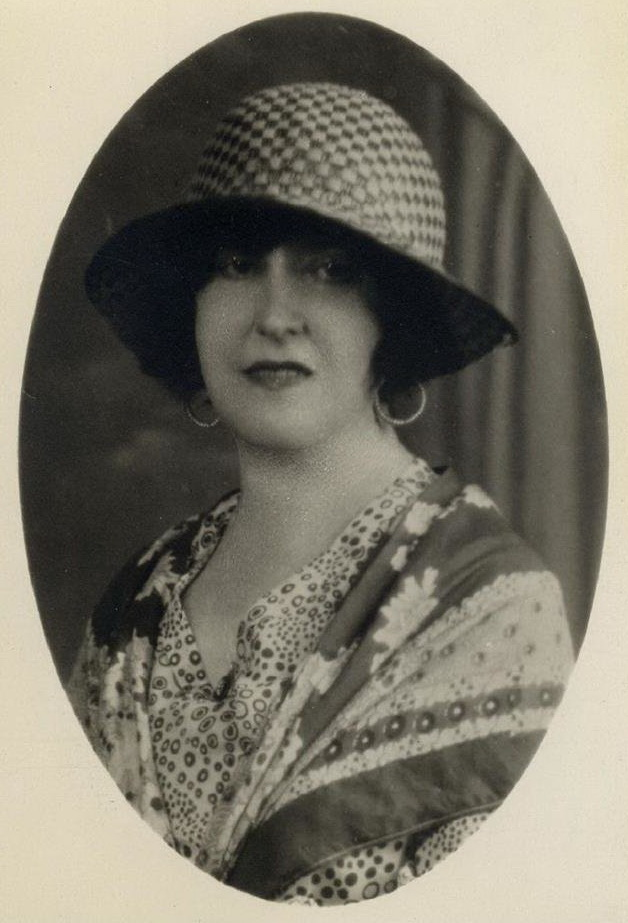
Concha Espina, lauréate en 1927.

- 1924 - Huberto Pérez de la Ossa (1897-1983), pour La Santa Duquesa[6],[7],[8]
- 1925 - ?
- 1926 – Wenceslao Fernández Flórez (1885-1964), pour Las siete columnas
- 1927 - Concha Espina (1869-1955) (1er), pour Altar Mayor
- 1928 – Prix non décerné
- 1929 – Prix non décerné
- 1930 – Prix non décerné
- 1931 - Mauricio Bacarisse (1895-1931), pour Los terribles amores de Agliberto y Celedonia
- 1932 – Alejandro Casona (1903-1965), pour Flor de leyendas
- 1933 – Prix non décerné
- 1934 – Prix non décerné
- 1935 – Ramón J. Sender (1901-1982), pour Míster Witt en el cantón (es)
- 1936 – Ricardo Baroja (1917-1988), pour La nao Capitana
- 1937 – Prix non décerné
- 1938 – Prix non décerné
- 1939 – Prix non décerné
- 1940 – Prix non décerné
- 1941 – Prix non décerné
- 1942 – Prix non décerné
- 1943 – Rafael García Serrano (es) (1917-1988), pour La fiel Infantería
- 1944 – Prix non décerné
- 1945 – Prix non décerné
- 1946 – Prix non décerné
- 1947 – Vicente Escrivá (1913-1999), pour Jornadas de Miguel de Cervantes
- 1948 – Juan Antonio Zunzunegui (es) (1900-1982) (1er), pour La úlcera
- 1949 – Prix non décerné

### Deuxième époque du prix: le « prix national de littérature narrative Miguel de Cervantes»

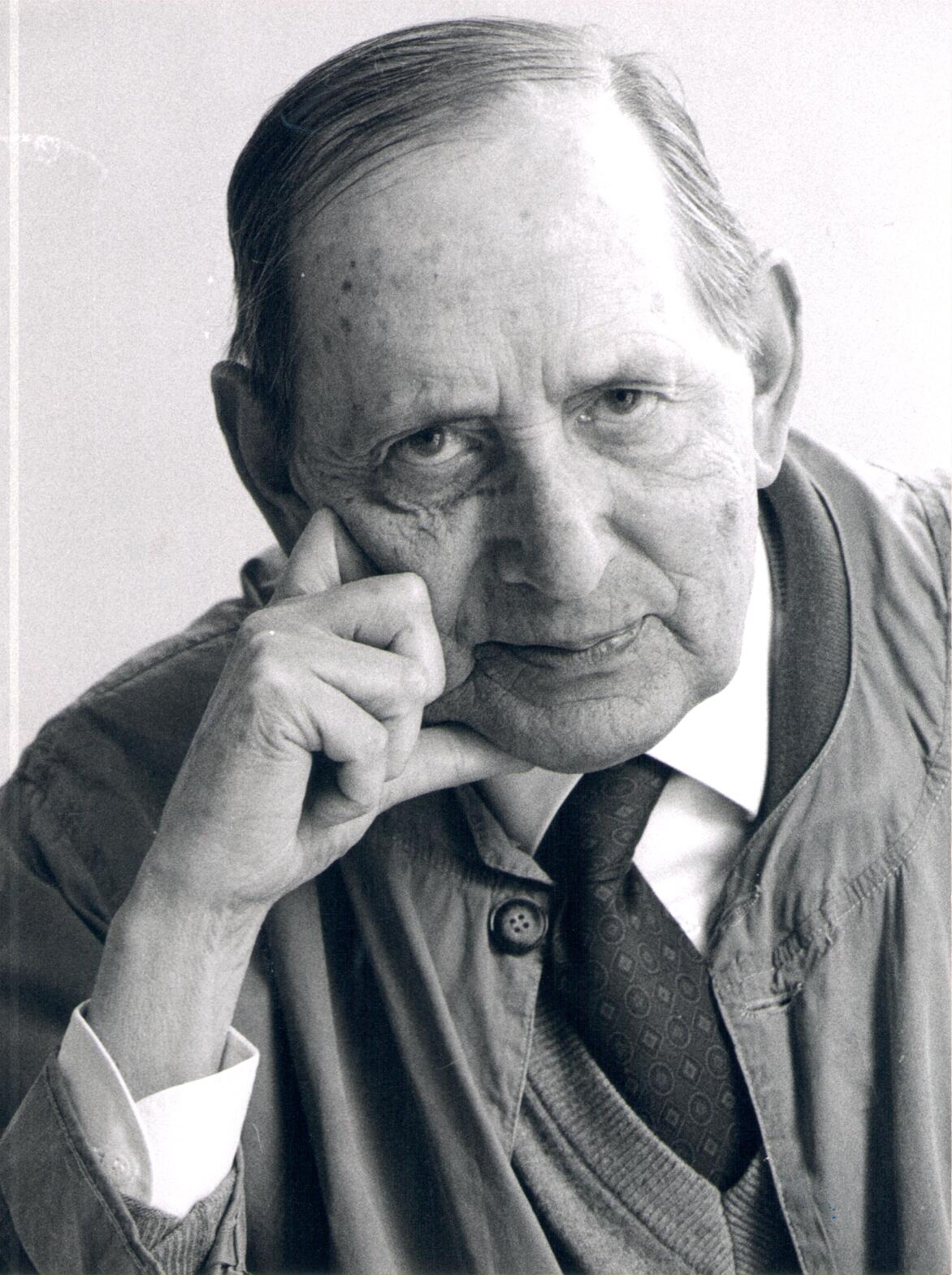
Miguel Delibes, lauréat en 1955.

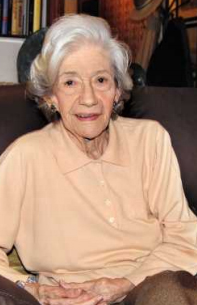
Ana María Matute, lauréate en 1959.

- 1950 – Concha Espina (1869-1955) (2e), pour Un valle en el mar
- 1951 – Ramón Ledesma Miranda (es) (1901-1963), pour La casa de la Fama
- 1952 – José Antonio Giménez-Arnau (es) (1912-1985), pour De pantalón largo
- 1953 – José María Gironella (1917-2003), pour Los cipreses creen en Dios
- 1954 – Tomás Salvador (es) (1921-1984), pour Cuerda de presos
- 1955 – Miguel Delibes (1920-2010) (1er), pour Diario de un cazador
- 1956 – Carmen Laforet (1921-2004), pour La mujer nueva
- 1957 – Alejandro Núñez Alonso (es) (1905-1982), pour El lazo de púrpura
- 1958 – José Luis Castillo-Puche (es) (1919-2004) (1er), pour Hicieron partes
- 1959 – Ana María Matute (1925-2014), pour Los hijos muertos — pour laquelle elle obtient par ailleurs le Prix de la critique de littérature narrative espagnole la même année.
- 1960 – Daniel Sueiro (es) (1931-1986), pour Los conspiradores (recueil de nouvelles)
- 1961 – Manuel Halcón (es) (1900-1989), pour Monólogo de una mujer fría
- 1962 – Juan Antonio Zunzunegui (1900-1982) (2e), pour El premio
- 1963 – Salvador García de Pruneda (es) (1912-1996), pour La encrucijada de Carabanchel
- 1964 – Déclaré vacant
- 1965 – Ignacio Agustí (es) (1913-1974), pour 19 de julio — pour laquelle il obtient par ailleurs le Prix de la critique de littérature narrative espagnole la même année.
- 1966 – Tomás Borrás (1891-1976), pour Historias de coral y de jade
- 1967 – Luis de Castresana (es) (1925-1986), pour El otro árbol de Guernica
- 1968 – Carlos Rojas Vila (1928-2020), pour Auto de fe
- 1969 – Luis Berenguer (es) (1923-1979), pour Marea escorada
- 1970 – Ramón Solís Llorente (es) (1923-1978), pour La eliminatoria
- 1971 – Ángel Palomino (es) (1919-2004), pour Torremolinos Gran Hotel
- 1972 – Prix non décerné
- 1973 – José Luis Martín Abril (es) (1918-1994), pour El viento se acuesta al atardecer (recueil de nouvelles)
- 1974 – Aquilino Duque (es) (1931-2021), pour El mono azul
- 1975 – Prix non décerné
- 1976 – Prix non décerné

### Troisième époque du prix: le « prix national de littérature narrative»

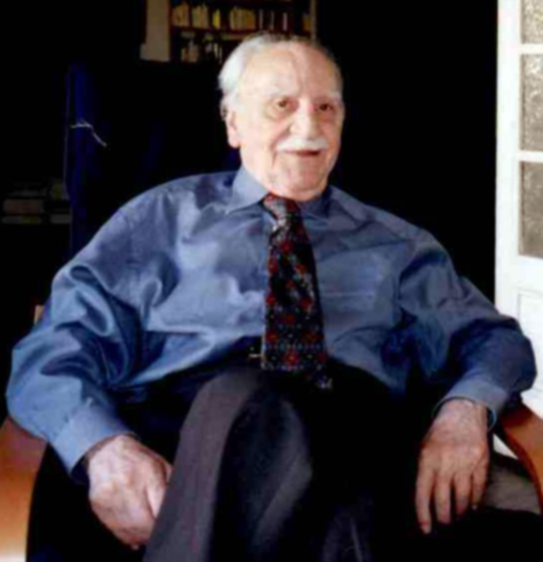
Francisco Ayala, lauréat en 1983.

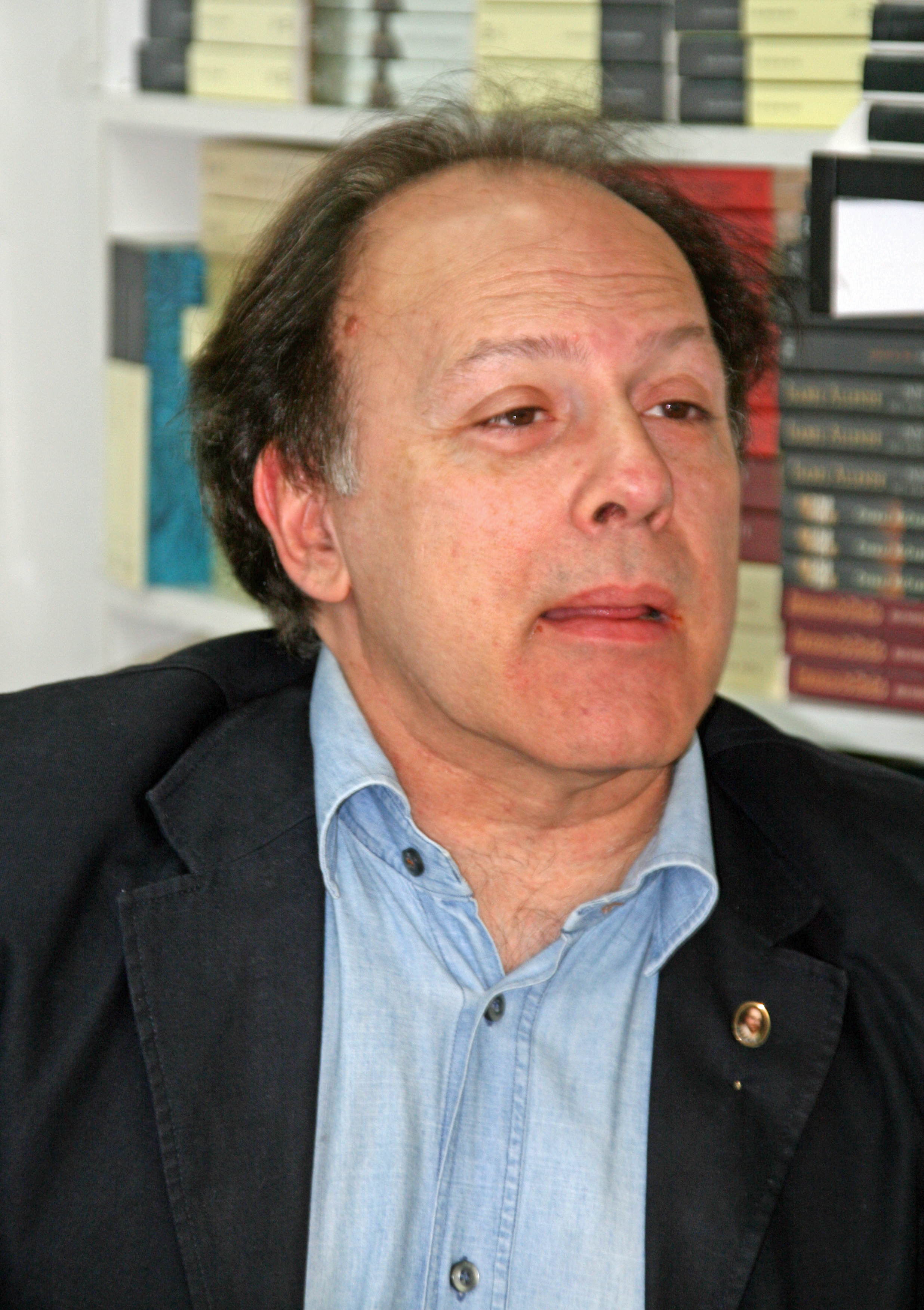
Javier Marías, lauréat en 2012.

Ce prix a été décerné depuis sa création en 1977 sans interruption, excepté en 1985, et les œuvres sont en castillan, sauf mention :
- 1977 – José Luis Acquaroni (es) (1919-1983), pour Copa de sombra
- 1978 – Carmen Martín Gaite (1925-2000), pour El cuarto de atrás (es)
- 1979 – Jesús Fernández Santos (1926-1988), pour Extramuros
- 1980 – Alonso Zamora Vicente (1916-2006), pour Mesa, sobremesa
- 1981 – Gonzalo Torrente Ballester (1910-1999), pour La isla de los jacintos cortados
- 1982 – José Luis Castillo-Puche (1919-2004) (2e), pour Conocerás el poso de la nada
- 1983 – Francisco Ayala (1906-2009), pour Recuerdos y olvidos, 2. El exilio
- 1984 – Camilo José Cela (1916-2002), pour Mazurca para dos muertos
- 1985 – Prix non décerné
- 1986 – Alfredo Conde (es) (1945-), pour Xa vai o griffón no vento — écrit en galicien.
- 1987 – Luis Mateo Díez (1942-) (1er), pour La fuente de la edad — pour laquelle il obtient par ailleurs le Prix de la critique de littérature narrative espagnole en 1986.
- 1988 – Antonio Muñoz Molina (1956-) (1er), pour El invierno en Lisboa — pour laquelle il obtient par ailleurs le Prix de la critique de littérature narrative espagnole en 1987.
- 1989 – Bernardo Atxaga (1951-), pour Obabakoak (es) — écrit en basque.
- 1990 – Luis Landero (1948-), pour Juegos de la edad tardía — pour laquelle il obtient par ailleurs le Prix de la critique de littérature narrative espagnole en 1989.
- 1991 – Manuel Vázquez Montalbán (1939–2003), pour Galíndez (es)
- 1992 – Antonio Muñoz Molina (1956-) (2e), pour Le Royaume des voix (es)
- 1993 – Luis Goytisolo (1935-), pour Estatua con palomas
- 1994 – Gustavo Martín Garzo (1948-), pour El lenguaje de las fuentes
- 1995 – Carme Riera (1948-), pour Dins el darrer blau — écrit en catalan.
- 1996 – Manuel Rivas (1957-), pour ¿Que me queres, amor? (gl) — écrit en galicien.
- 1997 – Álvaro Pombo (1939-), pour Donde las mujeres
- 1998 – Alfredo Bryce Echenique (1939-), pour Reo de nocturnidad
- 1999 – Miguel Delibes (1920-2010) (2e), pour El hereje (es)
- 2000 – Luis Mateo Díez (1942-) (2e), pour La ruina del cielo — pour laquelle il obtient par ailleurs le Prix de la critique de littérature narrative espagnole en 1999.
- 2001 – Juan Marsé (1933-2020), pour Rabos de lagartija — pour laquelle il obtient par ailleurs le Prix de la critique de littérature narrative espagnole en 2000.
- 2002 – Unai Elorriaga López de Letona (1973-), pour SPrako tranbia — écrit en basque.
- 2003 – Suso de Toro (1956-), pour Trece badaladas[10] — écrit en galicien.
- 2004 – Juan Manuel de Prada (1970-), pour La vida invisible[11]
- 2005 – Alberto Méndez (es) (1941-2004), pour Los girasoles ciegos[12] — pour laquelle il obtient par ailleurs le Prix de la critique de littérature narrative espagnole en 2004[13].
- 2006 – Ramiro Pinilla (1923-), pour Verdes valles, colinas rojas III. Las cenizas del hierro[14] — pour laquelle il obtient par ailleurs le Prix de la Critique de Narration castillane en 2005[15].
- 2007 – Vicente Molina Foix (es) (1946-), pour El abrecartas[16]
- 2008 – Juan José Millás (1946-), pour El mundo[17]
- 2009 – Kirmen Uribe (1970-), pour Bilbao-New York-Bilbao (es) — écrit en basque[18].
- 2010 – Javier Cercas (1962-), pour Anatomie d'un instant[19]
- 2011 – Marcos Giralt Torrente (es) (1968-), pour Tiempo de vida[20]
- 2012 – Javier Marías (1951-), pour Los enamoramientos — prix refusé par l'auteur, car il refuse par principe tout prix à caractère officiel ou institutionnel remis par l'État espagnol[4],[5].
- 2013 – José María Merino (es) (1941-), pour El río del Edén[21],[22]
- 2014 – Rafael Chirbes (1949-2015), pour En la orilla[23]
- 2015 – Ignacio Martínez de Pisón (1960-), pour La buena reputación[24]
- 2016 – Cristina Fernández Cubas (1945-), pour La habitación de Nona
- 2017 – Fernando Aramburu (1959-), pour Patria
- 2018 – Almudena Grandes (1960-2021), pour Los pacientes del Doctor García
- 2019 - Cristina Morales (es) (1985-), pour Lectura fácil
- 2020 - Juan Bonilla (1966-), pour Totalidad sexual del cosmos
- 2021 - Xesús Fraga (es) (1971-), pour Virtudes (e misterios) — écrit en galicien.
- 2022 - Marilar Aleixandre (es) (1947-), pour As malas mulleres — écrit en galicien.
- 2023 - Pilar Adón (es) (1971-), pour De bestias y aves — pour laquelle il obtient par ailleurs le Prix de la Critique de Narration castillane en 2023
- 2024 - Raúl Quinto (es) (1978-), pour Martinete del rey sombra — pour laquelle il obtient par ailleurs le Prix de la Critique de Narration castillane en 2024

### Auteurs qui ont gagné plusieurs fois le prix
- Concha Espina : 1927 et 1950 (2).
- Juan Antonio Zunzunegui : 1948 et 1962 (2).
- Miguel Delibes : 1955 et 1999 (2).
- José Luis Castillo-Puche : 1958 et 1982 (2).
- Luis Mateo Díez : 1987 et 2000 (2).
- Antonio Muñoz Molina : 1988 et 1992 (2).

### Prix décerné par langue
- Castillan : 64
- Galicien : 5
- Basque : 3
- Catalan : 1